# Monte Algido

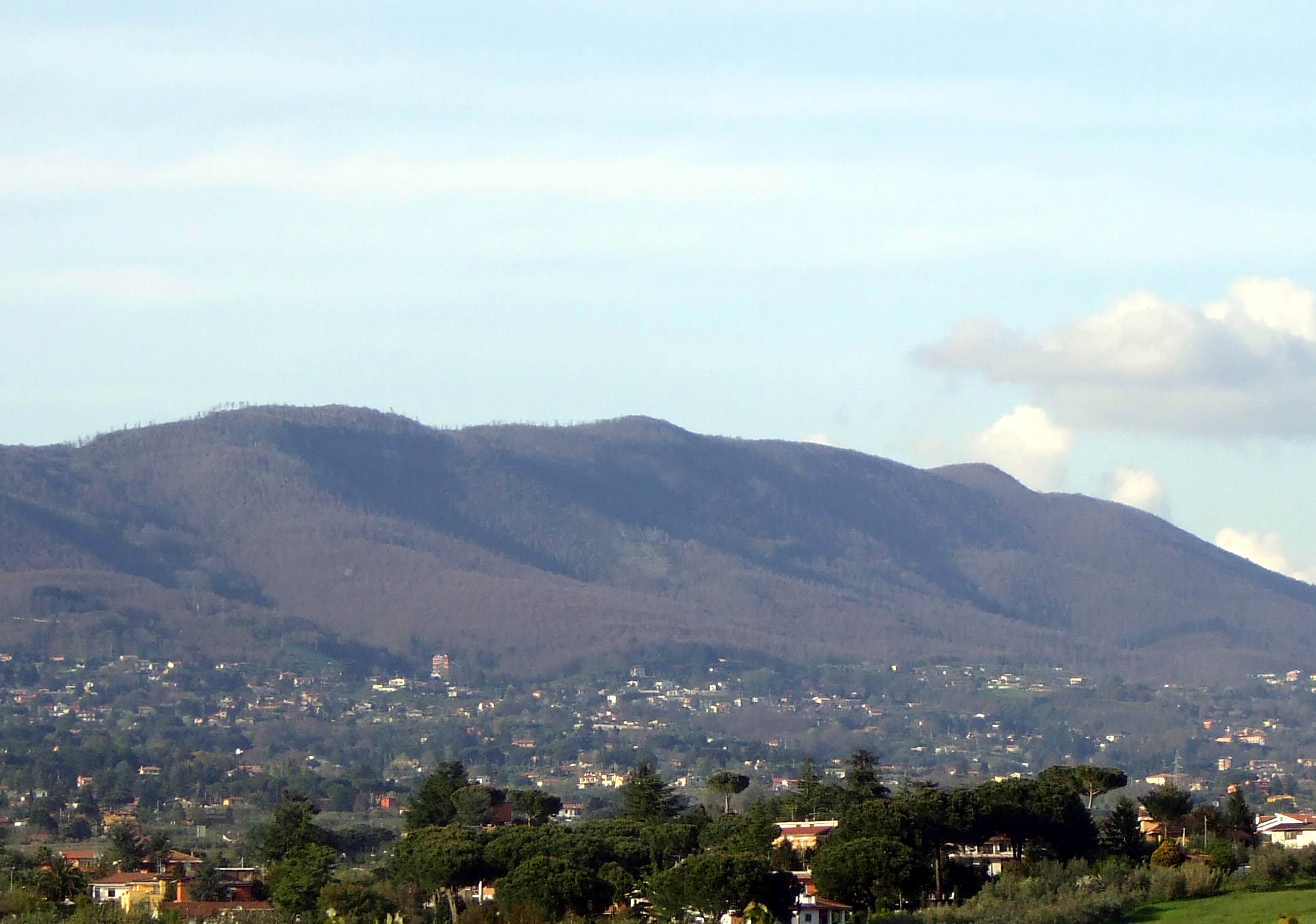
O Monte Artemísio poderá corresponder ao Monte Algido descrito na Antiguidade

Monte Algido (em latim: Mons Algidus; em italiano:  Algido) é uma parte da crista formando a borda da cratera maior do vulcão Albano e especificamente a parte oriental, atravessada por uma abertura estreita, agora chamada "Pedreira do Alho" (Cava d'Aglio), da qual a via Latina se aproveitou, e que frequentemente aparece no início da história militar da Roma Antiga. Segundo Dionísio de Halicarnasso, havia uma cidade na montanha, mas é improvável e deve ter havido um posto fortificado. Há um castelo no local, mas é medieval.